# Unglinghausen
Unglinghausen ist ein Stadtteil von Netphen im Kreis Siegen-Wittgenstein in Nordrhein-Westfalen mit 1085 Einwohnern (30. Juni 2022).

## Geographie
Unglinghausen hat eine Fläche von 5,4 km² und liegt auf ca. 330 m Höhe. Berge in der Umgebung sind z. B. der Stüllberg mit 426,6 m Höhe oder der Siegerberg. Durch den Ort fließt der Unglinghauser Bach, in ihn fließen die Bäche Waldesstille, Wolfsborn, Sineborn und noch ein paar weitere kleine Zuflüsse. Der Unglinghäuser Bach mündet in Eckmannshausen in die Dreisbach und fließt weiter zur Sieg.

Unglinghausen hat zwei Siedlungskerne: zum einen rund um die L729/K29 (Hauptstraße/Hüttentaler Straße - Herzhausener Straße, Vor der Haardt und Vor der Hurth), hier ist das Unterdorf.
 
Zum anderen Dorfstraße, Hauptstraße, Kierbergstraße und Vorm Hügel, Am Berg, Am alten Hain, das ist das Oberdorf.

Dazwischen verbindet die langgezogene Hauptstraße (L729) beide Kerne. In der Mitte befindet sich die Bürgerbegegnungsstätte, dies war ganz früher die Schule. Das Holztal entlang der Herzhausener Straße ist nicht bewohnt. 
Rund ums Dorf befinden sich noch landwirtschaftliche Flächen, die meist als Wiesen genutzt werden. Eingefasst ist das ganze durch den Unglinghäuser Wald.

### Nachbarorte
Nachbarorte von Unglinghausen sind Dahlbruch im Norden, Allenbach im Nordosten, Herzhausen im Osten, Oelgershausen und Eckmannshausen im Südosten, Dreis-Tiefenbach im Süden, Obersetzen im Südwesten, Buschhütten im Westen und Ferndorf und Kredenbach im Nordwesten.

## Geschichte
Im Jahr 1344 wurde der Ort erstmals urkundlich erwähnt. Im Laufe der Jahre änderte sich die Schreibweise des Ortes:
- 1447 „Unckelkusen“
- 1560 „Unkelkausen“
- 1572 „Unkellkusen“
- 1600 „Uncklingkhausen“

Die heutige Schreibweise „Unglinghausen“ findet sich erstmals 1724.
Wahrscheinlich wurde bereits nach dem Dreißigjährigen Krieg um 1660 unterrichtet. 1744 wurde ein Schulhaus gebaut. Die Glocke dieser Schule wurde 1719 in Holzklau gegossen und tat bis 1920 ihren Dienst. 1926 wurde eine neue Schule errichtet. Diese wurde 1955 und 1965 erweitert, ab 1969 gingen alle Grundschüler nach  Eckmannshausen. Schon die Kindergartenkinder gehen seit Mitte der 70er nach Eckmannshausen. 
1826 wurde der Friedhof angelegt, 1957 wurde eine Gedenkstätte errichtet, 1970 kam eine Friedhofshalle hinzu. Bis 1960 fanden (evangelische) Gottesdienste in einem alten Vereinshaus statt, dann wurde ein neues Gebäude errichtet.
Im Jahr 1893 wurde im oberen Langenbachtal zwischen Unglinghausen und Herzhausen ein Oberer Stollen der neu gemuteten Eisen- und Kupfergrube Waidmann angelegt. Dieser erreichte eine Länge von 140 m. 1907 wurde ein Unterer, 204 m langer Stollen angelegt. Die Erzerträge waren jedoch nicht so hoch wie erhofft, daher schloss man die Grube am 26. Oktober 1910 wieder.
1911 wurde eine öffentliche Fernsprechstelle geschaffen, die Telefonleitung kommt nach wie vor von Kredenbach und ist dem Ortsnetz Kreuztal zugeordnet, 1921 wurden elektrische Leitungen und 1956 die Wasserleitung verlegt. Der Löschzug Unglinghausen wurde 1937 gegründet.
Am 28. Juli 1940 fielen die ersten britischen Bomben auf Unglinghausen.
Bis Ende 1968 gehörte der Ort dem Amt Netphen an und wurde bei der zur kommunalen Neugliederung am 1. Januar 1969 ein Ortsteil der neuen Großgemeinde Netphen, seit 2000 ein Stadtteil.

### Einwohnerzahlen
Einwohnerzahlen des Ortes:
| Jahr | Einwohner |
| ---- | --------- |
| 1818 | 255       |
| 1885 | 375       |
| 1895 | 358       |
| 1905 | 390       |
| 1910 | 370       |
| 1925 | 355       |

| Jahr | Einwohner |
| ---- | --------- |
| 1933 | 373       |
| 1939 | 395       |
| 1950 | 507       |
| 1961 | 484       |
| 1967 | 656       |
| 1994 | 1004      |

| Jahr | Einwohner |
| ---- | --------- |
| 2005 | 1128      |
| 2009 | 1085      |
| 2012 | 1060      |
| 2013 | 1054      |
| 2015 | 1027      |
| 2017 | 1055      |

| Jahr | Einwohner |
| ---- | --------- |
| 2021 | 1092      |
| 2022 | 1085      |

## Verkehr
Durch Unglinghausen zieht sich die L729, die den Ort im Norden mit Kreuztal-Kredenbach und im Süden mit Eckmannshausen verbindet. Nach Osten und Westen gelangt man über die K27 zu den Nachbarorten Herzhausen und Siegen-Obersetzen, diese Straße hat keine Winterdienst und ist nur für PKW geeignet. Per Bus ist Unglinghausen nur von Süden her, über Eckmannshausen erreichbar. Die Buslinien wird weiter geführt über Kreuztal-Kredenbach bis Dalbruch-Hilchenbach. Der Busverkehr wird von den VWS betrieben.

## Soziale Einrichtungen
Soziale Einrichtungen sind der Sportplatz, die Autismus Wohnanlage, die Tennisanlage, der Bolzplatz, drei Kinderspielplätze und die Freiwillige Feuerwehr.

### Veranstaltungen
Zur Zeit der Kartoffelernte findet jedes Jahr in Unglinghausen das weit über die Grenzen des Ortes bekannte Duffelnsfest (Kartoffelfest) statt.